# Drapeau de l'Espagne

Drapeau civil et pavillon marchand (proportion 2:3).

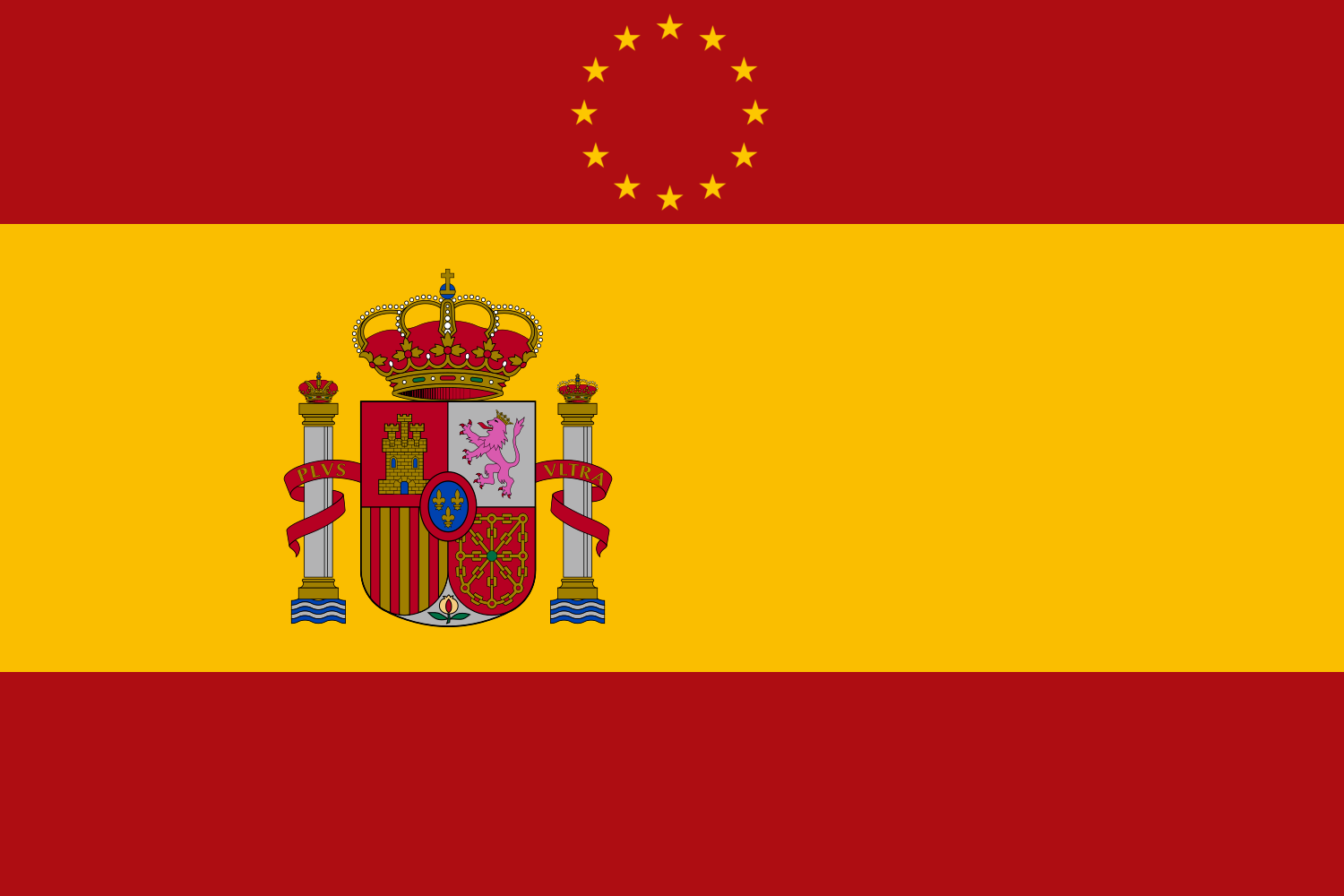
Drapeau de l'Espagne avec le symbole de l'Union européenne

Le drapeau national espagnol, selon l'article 4.1 de la Constitution espagnole de 1978, est formé de trois bandes horizontales, rouge, jaune et rouge, la bande jaune étant deux fois plus large que chacune des deux bandes rouges. Sur la bande jaune, décalées vers la hampe, figurent les armoiries de l'Espagne.
Le drapeau actuel est basé sur le même étendard adopté en 1785 comme pavillon national de l’Espagne et dans lequel seules les armoiries représentées ont été modifiées, à l’exception du dessin adopté entre 1931 et 1939 au cours de la Deuxième République.
Le drapeau espagnol est l'un des seuls drapeaux nationaux, avec celui du Mexique, à présenter la couleur rose, sur le corps du lion.

## Construction

### Couleurs

Proportions du drapeau

| Couleur | ● Rouge   | ● Jaune   |
| ------- | --------- | --------- |
| HTML    | #AD1519   | #FABD00   |
| RVB     | 173,21,25 | 250,189,0 |

### Armoiries
Les armoiries espagnoles sont présentes sur la bande jaune du drapeau. Celles-ci ne sont pas régies par la constitution contrairement au drapeau. Le blason de l'Espagne n’apparaît pas dans la Constitution mais dans une loi ultérieure, la loi 33/1981 du 44/1981 et par le décret royal 2964/1981 du 18 décembre de la même année, précisant la position des armoiries sur le drapeau.
Les couleurs et emblèmes utilisées dans l'héraldique ibérique sont : 
1. Haut à gauche : le château d'or sur fond rouge est l'emblème traditionnel de la Castille.
2. Bas à gauche : les pals rouges sur fond jaune sont l'emblème de l’Aragon, faisant référence à l'entreprise d'unification de l'Espagne par les rois catholiques, Isabelle Ire de Castille et Ferdinand II d'Aragon.
3. Haut à droite : le lion rose sur fond blanc symbolise le royaume de Léon.
4. Bas à droite : Les chaînes et l'émeraude sur fond rouge représentent le royaume de Navarre, en référence au blason du roi navarrais Sancho VII el Fuerte, adopté en 1212 lors de la victoire des rois chrétiens de Navarre, de Castille et d'Aragon sur les musulmans à la bataille de Las Navas de Tolosa. Les chaînes symbolisent les défenses de la tente du roi maure Miramamolin que brisa le roi Sancho VII. L'émeraude représente celui que portait sur son turban le roi maure.
5. En bas : la grenade stylisée, témoin du royaume de Grenade, dernier bastion musulman repris par les roi chrétiens, achevant ainsi la Reconquista.
6. Au centre : on retrouve trois fleurs de lys au centre du fanion, symboles de la royauté et référence au royaume de France, les monarques espagnols faisant partie de la dynastie des Bourbons, une famille royale d'origine française[1].
7. A droite et à gauche : les deux colonnes d'Hercule sont également représentées de part et d'autre, symboles des îles Canaries et des Baléares.

## Plusieurs versions du drapeau
Le drapeau de l'Espagne comporte plusieurs versions de couleurs, notamment sur la représentation du lion sur fond blanc:
- La première version le lion est de couleur violet avec sa langue et ses griffes rouge,
- La deuxième version, le lion est violet avec sa langue et ses griffes rose,
- La troisième version montre le lion de couleur rose, avec sa langue et ses griffes rouge.

## Histoire

### Monarchie catholique espagnole (XVe–XVIIesiècle)
La croix de Bourgogne est introduite par l'Espagne des Habsbourgs, avec différentes variantes utilisées, à partir du règne Philippe le Beau en 1506. Il est hissé par les écoles de marine et de commerce jusqu’à l’arrivée de la maison de Bourbon, et par ailleurs dans différents régiments jusqu’en 1843.

Drapeau avec la croix de Bourgogne, utilisé par divers régiments espagnols jusqu'en 1843.
Drapeau particulier de l'Espagne de 1506 à 1701.

### Royaume d'Espagne (à partir de 1700)

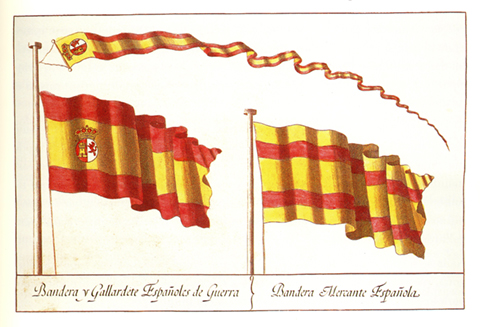
Reproduction des drapeaux choisis par Charles III en 1785.

C'est par le décret royal du 28 mai 1785 que le roi Charles III de Bourbon ordonne l'emploi d'un drapeau, d'une flamme et d'un pavillon qui soient jaune et rouge pour identifier les navires et les bateaux de la marine espagnole (Armada).
Au XVIIIe siècle, l'Armada employait un pavillon blanc, la couleur des Bourbons. Mais les Bourbons étant aussi rois de Naples, de Sicile, et de France, cela prêtait à confusion. Dans les batailles navales entre Espagnols et Français, la situation étant en effet devenue très confuse, le roi Charles III commanda donc un nouveau pavillon de marine. Il choisit le dessin qui est devenu le drapeau actuel du royaume.
Pendant la guerre d'indépendance contre Napoléon Ier, le drapeau de la marine devient populaire parmi les armées de terre formées d'anciens marins. L'adoption définitive de ce même emblème par toutes les armées du pays s'effectue pendant le règne d'Isabelle II, le 13 octobre 1843.

Pavillon naval de l'Espagne de 1701 à 1760.
Pavillon naval de l'Espagne de 1760 à 1785.
Drapeau et pavillon de la marine espagnole (1785-1873).
Pavillon marchand (1785-1927).

### Première République (1873-1874)
La Première République (1873-1874) maintient le drapeau rouge et or ainsi que les armoiries, sans couronne royale.

Drapeau national sous la Première République (1873-1874).
Pavillon marchand (1785-1927).

### Restauration bourbonienne (1874-1931)
Sous le règne d'Alphonse XIII, les couleurs nationales rouge et or de ce drapeau militaire, dépourvu cependant des armoiries royales, devinrent le drapeau national, à usage civil et militaire.

Drapeau national et pavillon de la marine espagnole (1875-1931) et pavillon marchand de 1927 à 1931.
Pavillon marchand (1785-1927).

### Seconde République (1931-1939)
Sous la Seconde République (1931-1939) les couleurs nationales changent : la traditionnelle barre inférieure rouge est remplacée par le violet, couleur qui figurait sur les drapeaux des Castillans (comuneros) qui combattaient contre Alphonse XIII, pour souligner la volonté d'indépendance et l'opposition à la monarchie.

Le drapeau national sous la Seconde République (usages d'État et militaire).
Le drapeau national sous la Seconde République (usage civil).

### Nationalistes espagnols et Espagne franquiste (1936-1975)
Lors du soulèvement militaire du 18 juillet 1936, qui conduit à la guerre civile espagnole, le drapeau tricolore est utilisé par les deux opposants jusqu'en août 1936, quand le côté des dits nationaux, restaure la bannière bicolore.
Le régime de Franco, adopte officiellement le 11 octobre 1945, la bannière rouge et or traditionnelle avec en plus les armoiries des rois catholiques, un aigle de Saint Jean mais touchée d'un disque or et de la devise « Une, Grande, Libre ».

Drapeau des Républicains espagnols durant la guerre d'Espagne, modèle de base utilisé jusqu'au 29 août 1936, qui restera celui des partisans de la République espagnole.
Drapeau des Nationalistes espagnols durant la guerre d'Espagne, modèle utilisé entre le 29 août et le 13 septembre 1936.
Drapeau des Nationalistes espagnols durant la guerre d'Espagne, modèle utilisé entre le 13 septembre 1936 et le 2 février 1938.
Drapeau de l'Espagne franquiste, modèle utilisé entre le 2 février 1938 et le 11 octobre 1945, le drapeau espagnol porte l'aigle de Saint Jean.

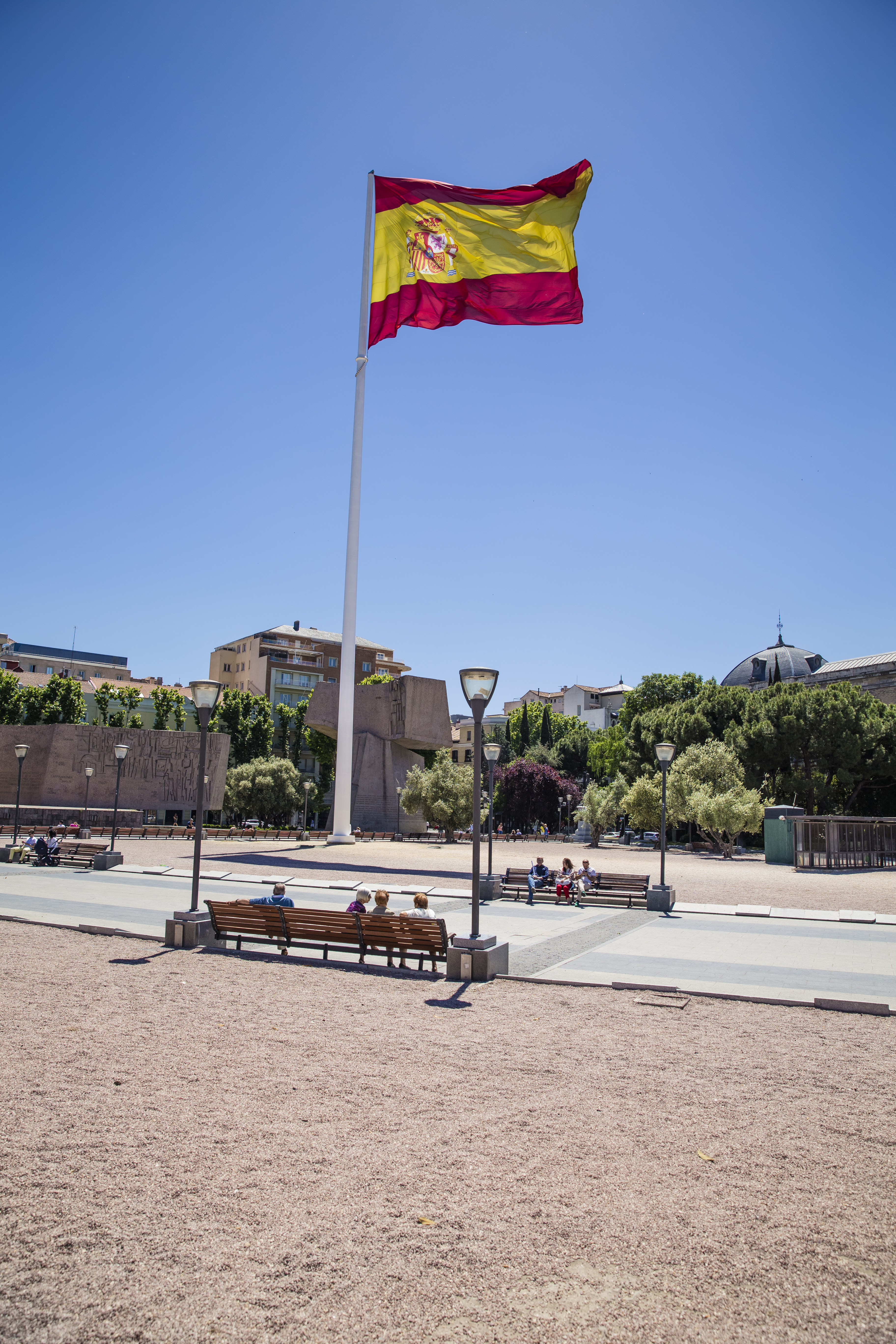
Le plus grand drapeau de l'Espagne sur la Plaza de Colón à Madrid

Drapeau de l'Espagne franquiste, modèle utilisé entre le 11 octobre 1945 et le 21 juillet 1977, le drapeau espagnol porte l'aigle de Saint Jean.

### Transition et démocratie (depuis 1975)
C'est en novembre 1975, avec la mort de Franco et la succession du roi Juan Carlos qu'a débuté la période de transition vers la démocratie.
En 1977, les armoiries nationales furent modifiées et les couleurs rouge et or définitivement légitimées. Cette configuration, très symbolique, dispose l'aigle de Saint Jean au milieu du drapeau, en position de s'envoler et avec les colonnes d'Hercule sous les ailes.
Le gouvernement d'Adolfo Suárez entreprit de faire accepter les réformes constitutionnelles dans le cadre de la monarchie aux mouvements d'oppositions interdits ainsi que le drapeau espagnol rouge et or. En prélude à la levée de leur interdiction, le PSOE et le Parti communiste acceptèrent les symboles monarchiques et favorisent ainsi la transition démocratique espagnole vers la Constitution adoptée par référendum le 6 décembre 1978.
Par la suite, en 1981, les armoiries nationales actuelles remplacent celles modifiées en 1977. Les armoiries figurent légèrement à gauche sur la bande jaune du drapeau. L'usage du drapeau national sans les armoiries est devenu très peu fréquent.

1975-1977.
1977-1981.
Depuis 1981 (usages d'État et militaire).
Depuis 1981 (usage civil).